# En construcción
En construcción é um filme documentário espanhola dirigida por José Luis Guerín no ano 2001

## Argumento
A história trata da transformação do bairro Chinês barcelonês através da vida de várias pessoas que decorrem em paralelo: a de um velho marinho em procura de habitação por este bairro, a de uma jovem prostituta e seu noivo, e a de uns trabalhadores marroquinos obsedados com a existência de Deus.

## Prêmios
- Prêmio Goya ao melhor filme documentário no ano 2001.
- Prêmio Sant Jordi ao melhor filme espanhol[1]
- Medalha do Círculo de Escritores Cinematográficos ao melhor filme.[2]

## Relações externas
- allmovie.com
- labutaca.net
- 20minutos.es